# Albert Charles Schaeffer
Albert Charles Schaeffer (Belvidere (Illinois), 13 de agosto de 1907 — 2 de fevereiro de 1957) foi um matemático estadunidense. Foi especialista em análise complexa.
Recebeu em 1948 o Prêmio Memorial Bôcher, compartilhado com Donald Spencer.

## Publicações
- Schaeffer, A. C.; Spencer, D. C. (1950), Coefficient Regions for Schlicht Functions, ISBN 978-0-8218-1035-4, American Mathematical Society Colloquium Publications, Vol. 35, Providence, R.I.: American Mathematical Society, MR 0037908